# تعطیلات (فیلم ۲۰۲۰)
پارتنر زمان تعطیلات (انگلیسی: Holidate) فیلمی با ژانر کمدی رمانتیک به کارگردانی جان وایتسل محصول ۲۰۲۰ آمریکا است.

## خلاصه داستان
اسلون که مدتها پیش، پس از خیانت دوست‌پسرش لوک از او جدا شده است نمیتواند به مردها اعتماد کند و احساس میکند آمادگی ورود به رابطه جدیدی را ندارد. با این وجود خانواده‌اش مدام در زندگی او دخالت میکنند و مردان مختلفی را به او معرفی میکنند. این مشکل زمانی که اسلون برای تعطیلات به خانه پدری‌اش میرود تشدید میشود. 
اسلون به صورت اتفاقی در مرکز خرید با جکسون آشنا میشود که شرایط تقریبا مشابهی دارد. جکسون به اسلون میگوید که افراد ذاتا دوست دارند تعطیلات را با کسی بگذرانند و تنها بودن در تعطیلات حس بدی به آنها میدهد. اسلون و جکسون توافق میکنند که در تعطیلات همراه یکدیگر باشند ولی هیچ رابطه احساسی و جنسی بین آنها شکل نگیرد...

## بازیگران
| بازیگر       | نقش   | توضیح       |
| ------------ | ----- | ----------- |
| اما رابرتز   | اسلون | شخصیت اصلی  |
| لوک بریسی    | جکسون | دوست اسلون  |
| جسیکا کپشاو  | ابی   | خواهر اسلون |
| مانیش دایال  | فاروق | همسایه الین |
| کینگ بچ      | نیل   | دوست جکسون  |
| کریستن چنووس | سوزان | خاله اسلون  |
| فرانسیس فیشر | الین  | مادر اسلون  |